# 3a etapa del Tour de França de 2014
La 3a etapa del Tour de França de 2014 es disputà el dilluns 7 de juliol de 2014 sobre un recorregut de 155 km entre les ciutats angleses de Cambridge i Londres.
L'alemany Marcel Kittel (Giant-Shimano) s'imposà clarament a l'esprint sobre Peter Sagan (Cannondale) i Mark Renshaw (Omega Pharma-Quick Step), segon i tercer respectivament. Aquesta va ser la sisena victòria de Kitttel en les diferents edicions del Tour en què ha pres part, la segona d'aquesta edició. No es produí cap canvi significatiu en les diferents classificacions.

## Recorregut
Etapa totalment plana, sense cap dificultat muntanyosa, entre Cambridge i Londres. L'únic esprint del dia es troba a Epping Forest, situat al quilòmetre 108, a poc menys de 50 quilòmetres per l'arribada, situada prop del Palau de Buckingham, a The Mall.

## Desenvolupament de l'etapa
Jean-Marc Bideau (Bretagne-Séché Environnement) i Jan Bárta (NetApp-Endura) van estar escapats 147 dels 155 quilòmetres que tenia l'etapa, però finalment l'empenta dels equips dels esprintadors va fer que fossin neutralitzats ja dins dels darrers deu quilòmetres. El primer a caure sota l'impuls del gran grup fou Bideau, a manca de 8 quilòmetres, mentre Bárta aguantà dos quilòmetres més. Finalment la victòria d'etapa es disputà a l'esprint i aquest fou guanyat, per segona vegada en aquesta edició, i sisena en el seu compte particular, per l'alemany Marcel Kittel (Giant-Shimano).

## Resultats

### Classificació de l'etapa
|    | Ciclista                 | Equip                        | Temps      |
| -- | ------------------------ | ---------------------------- | ---------- |
| 1  | Marcel Kittel (GER)      | Giant-Shimano                | 3h 38' 30" |
| 2  | Peter Sagan (SVK)        | Cannondale                   | m. t.      |
| 3  | Mark Renshaw (AUS)       | Omega Pharma-Quick Step      | m. t.      |
| 4  | Bryan Coquard (FRA)      | Team Europcar                | m. t.      |
| 5  | Alexander Kristoff (NOR) | Team Katusha                 | m. t.      |
| 6  | Danny van Poppel (NED)   | Trek Factory Racing          | m. t.      |
| 7  | Heinrich Haussler (AUS)  | IAM Cycling                  | m. t.      |
| 8  | José Joaquín Rojas (ESP) | Movistar Team                | m. t.      |
| 9  | Romain Feillu (FRA)      | Bretagne-Séché Environnement | m. t.      |
| 10 | Daniel Oss (ITA)         | BMC Racing Team              | m. t.      |

### Punts atribuïts
| 1r  | Jean-Marc Bideau (FRA)  | Bretagne-Séché Environnement | 20 pts |
| 2n  | Jan Bárta (CZE)         | NetApp-Endura                | 17 pts |
| 3r  | Bryan Coquard (FRA)     | Team Europcar                | 15 pts |
| 4t  | Peter Sagan (SVK)       | Cannondale                   | 13 pts |
| 5è  | Elia Viviani (ITA)      | Cannondale                   | 11 pts |
| 6è  | Arnaud Démare (FRA)     | FDJ                          | 10 pts |
| 7è  | Greg Van Avermaet (BEL) | BMC Racing Team              | 9 pts  |
| 8è  | Alexandre Pichot (FRA)  | Team Europcar                | 8 pts  |
| 9è  | Fabio Sabatini (ITA)    | Cannondale                   | 7 pts  |
| 10è | Kévin Réza (FRA)        | Team Europcar                | 6 pts  |
| 11è | Maciej Bodnar (POL)     | Cannondale                   | 5 pts  |
| 12è | Giovanni Visconti (ITA) | Movistar Team                | 4 pts  |
| 13è | Daniele Bennati (ITA)   | Team Tinkoff-Saxo            | 3 pts  |
| 14è | Sérgio Paulinho (POR)   | Team Tinkoff-Saxo            | 2 pts  |
| 15è | Jérémy Roy (FRA)        | FDJ                          | 1 pt   |

| 1r  | Marcel Kittel (GER)        | Giant-Shimano                | 45 pts |
| 2n  | Peter Sagan (SVK)          | Cannondale                   | 35 pts |
| 3r  | Mark Renshaw (AUS)         | Omega Pharma-Quick Step      | 30 pts |
| 4t  | Bryan Coquard (FRA)        | Team Europcar                | 26 pts |
| 5è  | Alexander Kristoff (NOR)   | Team Katusha                 | 22 pts |
| 6è  | Danny van Poppel (NED)     | Trek Factory Racing          | 20 pts |
| 7è  | Heinrich Haussler (AUS)    | IAM Cycling                  | 18 pts |
| 8è  | José Joaquín Rojas (ESP)   | Movistar Team                | 16 pts |
| 9è  | Romain Feillu (FRA)        | Bretagne-Séché Environnement | 14 pts |
| 10è | Daniel Oss (ITA)           | BMC Racing Team              | 12 pts |
| 11è | Zakkari Dempster (AUS)     | NetApp-Endura                | 10 pts |
| 12è | Ramūnas Navardauskas (LTU) | Garmin-Sharp                 | 8 pts  |
| 13è | Samuel Dumoulin (FRA)      | AG2R La Mondiale             | 6 pts  |
| 14è | Arnaud Démare (FRA)        | FDJ                          | 4 pts  |
| 15è | Michael Albasini (SUI)     | Orica-GreenEDGE              | 2 pts  |

## Classificacions a la fi de l'etapa

### Classificació general
|    | Ciclista                    | Equip                   | Temps       |
| -- | --------------------------- | ----------------------- | ----------- |
| 1  | Vincenzo Nibali (ITA)       | Astana Qazaqstan Team   | 13h 31' 13" |
| 2  | Peter Sagan (SVK)           | Cannondale              | + 2"        |
| 3  | Michael Albasini (SUI)      | Orica-GreenEDGE         | + 2"        |
| 4  | Greg Van Avermaet (BEL)     | BMC Racing Team         | + 2"        |
| 5  | Chris Froome (GBR)          | Team Sky                | + 2"        |
| 6  | Bauke Mollema (NED)         | Belkin Pro Cycling Team | + 2"        |
| 7  | Alberto Contador (ESP)      | Team Tinkoff-Saxo       | + 2"        |
| 8  | Alejandro Valverde (ESP)    | Movistar Team           | + 2"        |
| 9  | Jurgen Van Den Broeck (BEL) | Lotto-Belisol           | + 2"        |
| 10 | Romain Bardet (FRA)         | AG2R La Mondiale        | + 2"        |

### Classificació per punts
|    | Ciclista            | Equip         | Punts   |
| -- | ------------------- | ------------- | ------- |
| 1r | Peter Sagan (SVK)   | Cannondale    | 117 pts |
| 2n | Marcel Kittel (GER) | Giant-Shimano | 90 pts  |
| 3r | Bryan Coquard (FRA) | Team Europcar | 88 pts  |

### Classificació de la muntanya
|    | Ciclista            | Equip               | Punts |
| -- | ------------------- | ------------------- | ----- |
| 1r | Cyril Lemoine (FRA) | Cofidis             | 6 pts |
| 2n | Blel Kadri (FRA)    | AG2R La Mondiale    | 5 pts |
| 3r | Jens Voigt (GER)    | Trek Factory Racing | 4 pts |

### Classificació del millor jove
|    | Ciclista                 | Equip                   | Temps       |
| -- | ------------------------ | ----------------------- | ----------- |
| 1r | Peter Sagan (SVK)        | Cannondale              | 13h 31' 15" |
| 2n | Romain Bardet (FRA)      | AG2R La Mondiale        | m. t.       |
| 3r | Michał Kwiatkowski (POL) | Omega Pharma-Quick Step | m. t.       |

### Classificació per equips
|    | Equip                 | Temps       |
| -- | --------------------- | ----------- |
| 1r | Team Sky              | 40h 33' 45" |
| 2n | Astana Qazaqstan Team | + 12"       |
| 3r | BMC Racing Team       | + 14"       |

## Abandonaments
No es produí cap abandonament durant l'etapa.